# Парад на Красной площади 1 мая 1941 года

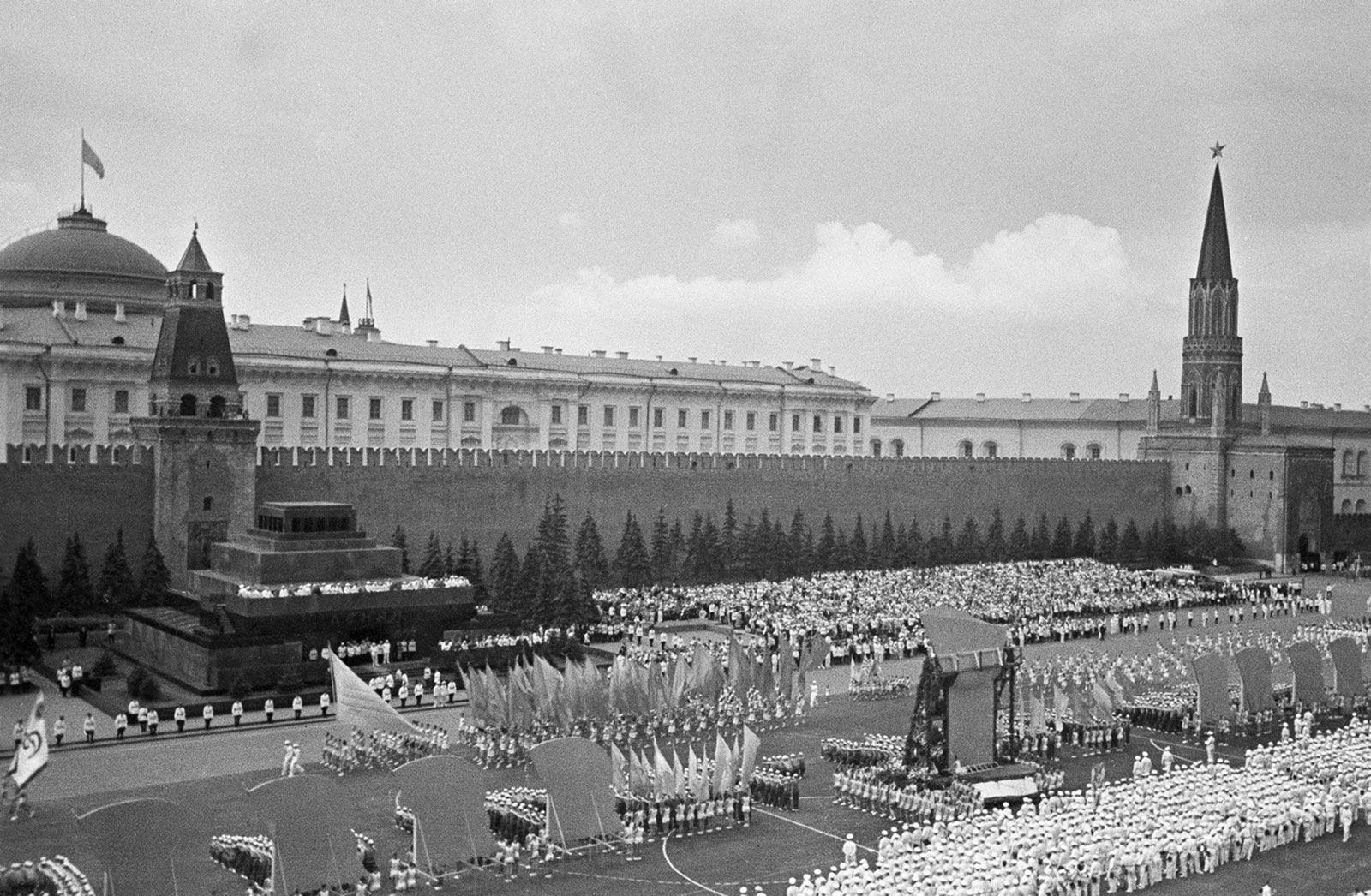
Колонны физкультурников во время шествия по Красной площади 1 мая 1941 года

Парад на Красной площади 1 мая 1941 года состоялся в 55-ю годовщину Первомая. Советское руководство хотело продемонстрировать мировому сообществу свою военную мощь. На Красной площади присутствовали дипломаты и военные атташе иностранных государств, включая военного атташе нацистской Германии Эрнста Кёстринга и помощника военного атташе германского посольства Ганса Кребса.

## История
На трибуне присутствовало высшее руководство СССР, среди них Иосиф Сталин, Михаил Калинин, Климент Ворошилов и другие.
Перед войсками с трибуны Мавзолея выступил народный комиссар обороны СССР, Маршал Советского Союза Семён Тимошенко. Командовал парадом генерал армии Иван Тюленев. На параде прошли войска высших военных учебных заведений Москвы, а также части Московского гарнизона. После прохождения пеших войск, велосипедных и мотоциклетных частей, конницы и пулемётных тачанок, по площади прошла боевая техника, в основном танки и артиллерия (включая дальнюю и зенитную), пролетели военные самолёты. Также прошла праздничная демонстрация трудящихся.

### Боевая техника[2]
- Моторизованные части на ГАЗ-АА, ЗИС-5
- Танки БТ-7, многобашенные Т-28 и Т-35[a]
- Среди самолётов были новейшие на то время Пе-2 и МиГ-3

### Комментарии
1. ↑  Более современный танк Т-34 уже состоял на вооружении, но не был показан, так как был засекречен в то время[2].